# Turbåd
En turbåd er en sejlbåd til lystsejlads. Den står i modsætning til en kapsejladsbåd eller en fragtbåd. En kapsejler er bygget til at sejle kapsejlads, en fragtbåd til at fragte gods, mens en turbåd primært er bygget – eller ombygget – til at sejle fritidsture med. Den er som et sejlende sommerhus. Nogle turbåde er imidlertid bygget, så de også har udprægede kapsejladsegenskaber, det vil især sige, at de er gode til at gå på kryds. Nogle kapsejladsbåde er omvendt bygget med kahyt, så de også kan bruges som turbåde. Egentlig kapsejlads blandt sejlbåde sejles i enklassesbåde – både af samme type og med bestemte krav til mål, form og rigning. Men ved hjælp af forskellige handicapsystemer har man gennem tiderne forsøgt at gøre det muligt for forskellige kølbådstyper at sejle kapsejlads mod hinanden. Der vil dog altid være stor usikkerhed om de tildelte placeringers gyldighed ud fra disse handicapsystemer. Sejlbåde som for eksempel SSB (Sydskandinavisk Klassebåd B), Luffe og Safir er ligeså meget konstruerede som kapsejladsbåde som tursejladsbåde, mens både som for eksempel LM, Albatros og Bavaria udpræget er bygget som turbåde – men alle tre sidstnævnte bådtyper er tit præsenterede i kapsejladser efter et handicapsystem. Mange af de gamle træskibe, der tidligere var fragtbåde, er overtaget af lystsejlere, der har ombygget dem til turbåde. Et af de mest kendte eksempler er den særdeles velsejlende hajkutter Jens Krogh, der i dag hører hjemme i Ålborg og bruges af spejdere.